# Gaahl
 Der er for få eller ingen kildehenvisninger i denne artikel, hvilket er et problem. Du kan hjælpe ved at angive troværdige kilder til de påstande, som fremføres i artiklen.

Gaahl (født Kristian Eivind Espedal i 1975 i Espedal) er en norsk black metal-vokalist og hobbymaler. Han er bedst kendt fra bandet Gorgoroth.

## Musikkarrieren
Gaahl's første band var Trelldom, et bergensk black metal-band som blev startet i 1992. Trelldom udgav sit første album, Til Evighet, i 1995. Deres andet album Til et annet... kom i 1998. Samme år blev Gaahl medlem af Gorgoroth og Trelldom blev et sideprojekt. På denne tid havde Gorgoroth udgivet tre studiealbum, og deres fjerde, Destroyer, var tæt på udgivelse. Gaahl sang kun på titelsporet af dette album. Resten havde deres tidligere vokalist Pest allerede indspillet. I 1998 startede Gaahl også to nye sideprojekter, kaldet Gaahlskagg og Sigfader. Begge disse to bands er et samarbejde med Stian "Skagg" Lægreid.

## Religion og tro
Gaahl er kendt som satanist i medierne. Dette siger han selv at han ikke er, men accepterer at blive kaldt det. Ifølge ham selv er han i virkeligheden shamanist og mener alt i naturen er besjælet. Han mener at alt i naturen har en mening og er lige meget værd, er vegetar og modstander af dyremishandling.
Gaahl er også en stor tilhænger af norrøn mytologi og kultur. I dokumentaren Metal: A Headbanger's Journey fortalte Gaahl at han støttede kirkebrande fuldt ud og at dette var noget Norge og verden kom til at se mere af i fremtiden.

## Voldshandlinger
I 2001 blev Gaahl dømt til et års fængsel samt 158.000 kroner til offeret for legemsfornærmelse i Høyanger. I 2002 blev han på ny dømt for vold, efter at han mishandlet en anden mand i timevis. Det blev også sagt at Gaahl skal have truet med at tappe næseblod fra offeret og truet med at drikke det. Gaahl hævder selv at bloddrikningen aldrig skete, men står for resten, angrer ikke, og hævder han handlede i selvforsvar. For mishandlingen blev Gaahl dømt til 14 måneders fængsel og at betale offeret 190.000 kroner. Gaahl blev løsladt i december 2006.

## Diskografi

### MedGorgoroth
- 1998: Destroyer, or About How to Philosophize With the Hammer (spor 1)
- 2000: Incipit Satan
- 2003: Twilight of the Idols
- 2006: Ad Majorem Sathanas Gloriam
- 2008: Black Mass Kraków 2004

### MedTrelldom
- 1994: Disappearing of the Burning Moon (demo)
- 1995: Til Evighet
- 1998: Til et Annet...
- 2007: Til Minne...

### MedGaahlskagg
- 1999: Erotic Funeral Party I / Styggmyrs Triumf (split med Stormfront)
- 2000: Erotic Funeral

### MedSigfader
- 1999: Sigfaders Hevner

### MedGod Seed
- 2012: Live at Wacken (optaget i 2008)
- 2012: I Begin

### MedWardruna
- 2009: Runaljóð - Gap Var Ginnunga
- 2013: Runaljóð - Yggdrasil